# Campionati mondiali di canoa/kayak 2017
I Campionati mondiali di canoa/kayak 2017 sono stati la 38ª edizione della manifestazione. Si sono svolti a Račice, in Repubblica Ceca, dal 23 al 27 agosto 2017; la sede delle gare è stato lo Sportcentrum Račice.

## Medagliere
| Pos. | Paese         | Oro | Argento | Bronzo | Totale |
| ---- | ------------- | --- | ------- | ------ | ------ |
| 1    | Germania      | 6   | 5       | 1      | 12     |
| 2    | Ungheria      | 5   | 2       | 2      | 9      |
| 3    | Russia        | 2   | 2       | 2      | 6      |
| 4    | Rep. Ceca     | 2   | 1       | 3      | 6      |
| 5    | Nuova Zelanda | 2   | 1       | 1      | 4      |
| 6    | Bielorussia   | 2   | 0       | 4      | 6      |
| 7    | Australia     | 2   | 0       | 0      | 2      |
| 7    | Canada        | 2   | 0       | 0      | 2      |
| 9    | Spagna        | 1   | 2       | 0      | 3      |
| 10   | Portogallo    | 1   | 1       | 0      | 2      |
| 11   | Gran Bretagna | 1   | 0       | 3      | 4      |
| 12   | Serbia        | 1   | 0       | 1      | 2      |
| 13   | Polonia       | 0   | 2       | 2      | 3      |
| 14   | Italia        | 0   | 2       | 1      | 3      |
| 14   | Danimarca     | 0   | 2       | 1      | 3      |
| 16   | Cuba          | 0   | 2       | 0      | 2      |
| 17   | Georgia       | 0   | 1       | 0      | 1      |
| 17   | Romania       | 0   | 1       | 0      | 1      |
| 17   | Slovacchia    | 0   | 1       | 0      | 1      |
| 17   | Svezia        | 0   | 1       | 0      | 1      |
| 21   | Ucraina       | 0   | 0       | 2      | 2      |
| 21   | Slovenia      | 0   | 0       | 2      | 2      |
| 23   | Iran          | 0   | 0       | 1      | 1      |
| 23   | Brasile       | 0   | 0       | 1      | 1      |
| 23   | Lettonia      | 0   | 0       | 1      | 1      |

## Podi

### Uomini
| Evento      | Oro                                                                  | Perform.  | Argento                                                               | Perform.      | Bronzo                                                                    | Perform.  |
| Canoa       |                                                                      |           |                                                                       |               |                                                                           |           |
| C1 - 200 m  | Artsem Kozyr                                                         | 38.161    | Zaza Nadiradze                                                        | 38.439        | Adel Mojallali                                                            | 38.605    |
| C1 - 500 m  | Martin Fuksa                                                         | 1'49"725  | Carlo Tacchini                                                        | 1'50"309      | Maksim Piatrou                                                            | 1'50"583  |
| C1 - 1000 m | Sebastian Brendel                                                    | 3'50"503  | Martin Fuksa                                                          | 3'51"303      | Isaquias Queiroz                                                          | 3'52"542  |
| C1 - 5000 m | Sebastian Brendel                                                    | 23'34"796 | Serguey Torres Madrigal                                               | 23'37"312     | Mateusz Kaminski                                                          | 23'42"522 |
| C2 - 200 m  | Russia Ivan Shtyl Alexander Kovalenko                                | 36"088    | Polonia Michal Lubniewski Arsen Sliwinski                             | 36"673        | Ungheria Ádám Fekete Jonatán Hajdu                                        | 36"762    |
| C2 - 500 m  | Russia Ivan Shtyl Viktor Melantyev                                   | 1'38"868  | Romania Victor Mihalachi Leonid Carp                                  | 1'39"796      | Italia Sergiu Craciun Nicolae Craciun                                     | 1'39"979  |
| C2 - 1000 m | Germania Peter Kretschmer Yul Oeltze                                 | 3'31"613  | Cuba Serguey Torres Madrigal Fernando Jorge Enriquez                  | 3'31"955      | Russia Viktor Melantyev Vladislav Chebotar                                | 3'33"123  |
| C4 - 1000 m | Germania Sebastian Brendel Stefan Kiraj Jan Vandrey Conrad Scheibner | 3'14"893  | Polonia Piotr Kuleta Marcin Grzybowski Tomasz Barniak Wiktor Glazunow | 3'16"798      | Ucraina Denys Kamerylov Vitaliy Vergeles Eduard Shemetylo Denys Kovalenko | 3'17"198  |
| Kayak       |                                                                      |           |                                                                       |               |                                                                           |           |
| K1 - 200 m  | Liam Heat                                                            | 33"733    | Aleksejs Rumjancevs Bence Horváth                                     | 34"439 34"070 | Yevgueni Lukantsov                                                        | 34"639    |
| K1 - 500 m  | Josef Dostál                                                         | 1'36"520  | René Holten Poulsen                                                   | 1'38"267      | Oleh Kukharyk                                                             | 1'38"483  |
| K1 - 1000 m | Tom Liebscher                                                        | 3'27"574  | Fernando Pimenta                                                      | 3'27"993      | Josef Dostál                                                              | 3'28"576  |
| K1 - 5000 m | Fernando Pimenta                                                     | 20'46"907 | Max Hoff                                                              | 20'50"259     | Aleh Yurenia                                                              | 21'00"828 |
| K2 - 200 m  | Ungheria Balázs Birkás Márk Balaska                                  | 30"912    | Spagna Cristian Toro Carlos Garrote                                   | 31"278        | Serbia Marko Novaković Nebojša Grujić                                     | 31"451    |
| K2 - 500 m  | Spagna Rodrigo Germade Marcus Walz                                   | 1'29"979  | Ungheria Bence Nádas Sándor Tótka                                     | 1'29"107      | Bielorussia Raman Pjatrušėnka Vitaliy Bialko                              | 1'29"518  |
| K2 - 1000 m | Serbia Milenko Zorić Marko Tomićević                                 | 3'08"647  | Slovacchia Peter Gelle Adam Botek                                     | 3'10"725      | Rep. Ceca Daniel Havel Jakub Špicar                                       | 3'10"853  |
| K4 - 500 m  | Germania Tom Liebscher Ronald Rauhe Max Rendschmidt Max Lemke        | 1'17"734  | Spagna Rodrigo Germade Cristian Toro Carlos Garrote Marcus Walz       | 1'18"371      | Rep. Ceca Daniel Havel Jan Štěrba Jakub Špicar Radek Šlouf                | 1'18"729  |
| K4 - 1000 m | Australia Kenny Wallace Jordan Wood Riley Fitzsimmons Murray Stewart | 2'50"576  | Ungheria Zoltán Kammerer Dániel Pauman Dávid Tóth Benjámin Ceiner     | 2'50"931      | Germania Kai Spenner Lukas Reuschenbach Kostja Stroinski Tamas Gecsö      | 2'53"146  |

### Donne
| Evento      | Oro                                                                      | Perform.  | Argento                                                                 | Perform.  | Bronzo                                                              | Perform.  |
| Canoa       |                                                                          |           |                                                                         |           |                                                                     |           |
| C1 - 200 m  | Laurence Vincent-Lapointe                                                | 45"478    | Olesia Romasenko                                                        | 46"136    | Kincső Takács                                                       | 47"178    |
| C2 - 500 m  | Canada Katie Vincent Laurence Vincent-Lapointe                           | 1'56"752  | Russia Irina Andreeva Olesia Romasenko                                  | 1'57"264  | Bielorussia Kamila Bobr Alena Nazdrova                              | 1'57"858  |
| Kayak       |                                                                          |           |                                                                         |           |                                                                     |           |
| K1 - 200 m  | Lisa Carrington                                                          | 38"433    | Emma Jørgensen                                                          | 38"996    | Špela Ponomarenko Milica Starovic                                   | 39"564    |
| K1 - 500 m  | Volha Khudzenka                                                          | 1'48"421  | Lisa Carrington                                                         | 1'48"710  | Emma Jørgensen                                                      | 1'50"465  |
| K1 - 1000 m | Alyce Burnett                                                            | 3'55"971  | Karin Johansson                                                         | 3'58"181  | Rachel Cawthorn                                                     | 3'59"036  |
| K1 - 5000 m | Dóra Bodonyi                                                             | 23'17"862 | Tabea Medert                                                            | 23'19"214 | Lani Belcher                                                        | 23'28"236 |
| K2 - 200 m  | Ungheria Réka Hagymási Ágnes Szabó                                       | 37"445    | Italia Susanna Cicali Francesca Genzo                                   | 37"508    | Regno Unito Angela Hannah Hannah Brown                              | 37"993    |
| K2 - 500 m  | Nuova Zelanda Caitlin Ryan Lisa Carrington                               | 1'38"687  | Germania Tina Dietze Franziska Weber                                    | 1'40"582  | Slovenia Špela Ponomarenko Janić Anja Ostermann                     | 1'40"804  |
| K2 - 1000 m | Ungheria Erika Medveczky Ramóna Farkasdi                                 | 3'37"149  | Germania Tabea Medert Melanie Gebhardt                                  | 3'42"061  | Polonia Paulina Paszek Justyna Iskrzycka                            | 3'42"838  |
| K4 - 500 m  | Ungheria Tamara Takács Erika Medveczky Krisztina Fazekas Zur Ninetta Vad | 1'29"784  | Germania Tina Dietze Franziska Weber Steffi Kriegerstein Sabrina Hering | 1'30"084  | Nuova Zelanda Aimee Fisher Caitlin Ryan Kayla Imrie Lisa Carrington | 1'30"215  |

## Canoa Paralimpica

### Medagliere
| Pos. | Paese         | Oro | Argento | Bronzo | Totale |
| ---- | ------------- | --- | ------- | ------ | ------ |
| 1    | Australia     | 4   | 0       | 0      | 4      |
| 2    | Gran Bretagna | 3   | 1       | 2      | 6      |
| 3    | Ucraina       | 1   | 0       | 2      | 3      |
| 4    | Italia        | 1   | 0       | 0      | 1      |
| 5    | Brasile       | 0   | 2       | 1      | 3      |
| 5    | Russia        | 0   | 2       | 1      | 3      |
| 7    | Austria       | 0   | 2       | 0      | 2      |
| 8    | Ungheria      | 0   | 1       | 0      | 2      |
| 8    | Uzbekistan    | 0   | 1       | 0      | 2      |
| 10   | Cile          | 0   | 0       | 1      | 1      |
| 10   | Romania       | 0   | 0       | 1      | 1      |
| 10   | Spagna        | 0   | 0       | 1      | 1      |

### Podi
| Evento         | Oro                      | Perform. | Argento                  | Perform. | Bronzo                | Perform. |
| Gare maschili  |                          |          |                          |          |                       |          |
| KL1 - 200 m    | Esteban Farias           | 47"116   | Róbert Suba              | 47"438   | Luis Cardoso Da Silva | 48"016   |
| KL2 - 200 m    | Curtis McGrath           | 41"758   | Markus Swoboda           | 42"508   | Mykola Syniuk         | 43"281   |
| KL3 - 200 m    | Serhii Yemelianov        | 39"632   | Caio Riberio de Carvalho | 39"821   | Jonathan Young        | 40"104   |
| VL1 - 200 m    | Caio Ribeiro de Carvalho | 55"356   | Róbert Suba              | 58"617   | Pavel Gromov          | 59"689   |
| VL2 - 200 m    | Curtis McGrath           | 50"628   | Markus Swoboda           | 52"312   | Javier Reja           | 55"017   |
| VL3 - 200 m    | Jonathan Young           | 48"769   | Caio Riberio de Carvalho | 49"330   | Martin Tweedie        | 50"958   |
| Gare femminili |                          |          |                          |          |                       |          |
| KL1 - 200 m    | Jeanette Chippington     | 57"382   | Alexandra Dupik          | 57"871   | Katherine Wollerman   | 58"665   |
| KL2 - 200 m    | Emma Wiggs               | 49"947   | Nicola Paterson          | 51"919   | Nadezda Andreeva      | 52"514   |
| KL3 - 200 m    | Amanda Reynolds          | 50"344   | Shakhnoza Mirzaeva       | 51"778   | Mihaela Lulea         | 52"033   |
| VL1 - 200 m    | Jocelyn Neumüller        | 1'12"335 | Akiko Nakajima           | 1'17"251 | Monika Seryu          | 1'36"668 |
| VL2 - 200 m    | Susan Seipel             | 1'02"897 | Mariia Nikiforova        | 1'03"680 | Charlotte Henshaw     | 1'03"808 |
| VL3 - 200 m    | Larisa Volik             | 59"341   | Anja Adler               | 1'08"241 | Lindsay Thorpe        | 1'08"347 |